# Systematische Auslöschung
Unter systematischer Auslöschung versteht man in der Kristallographie das systematische Fehlen von Reflexen bei der Röntgen- oder Neutronenbeugung an Kristallen, welches auf die symmetriebedingte destruktive Interferenz von gebeugten Strahlen zurückzuführen ist.
Ursache der systematischen Auslöschungen ist ein mit einem Translationsvektor verbundenes Symmetrieelement der Raumgruppe (Zentrierung des Bravaisgitters, Gleitspiegelebene oder Schraubenachse).

## Bedeutung und Arten
Die systematische Auslöschung hat große Bedeutung für die Strukturaufklärung von Kristallen, da aus ihr Rückschlüsse auf die Symmetrieeigenschaften der Kristalle gezogen und ihre Raumgruppen bestimmt werden können. Daher sind die Auslöschungsgesetze für die jeweilige Raumgruppe in den International Tables angegeben.
Man unterscheidet:
- integrale Auslöschung, welche Reflexe im ganzen reziproken Raum betrifft und durch eine Zentrierung des Bravais-Gitters entsteht.
- zonale Auslöschung, bei der nur Reflexe einer Ebene (Zone) im reziproken Raum fehlen und die durch eine Gleitspiegelebene im Kristall entsteht.
- serielle Auslöschung, bei der nur Reflexe auf einer Geraden im reziproken Raum fehlen und die durch eine Schraubenachse im Kristall entsteht.

## Beschreibung
Die Beschreibung einer systematischen Auslöschung erfolgt durch Laue-Indizes hkl, die den Millerschen Indizes (hkl) entsprechen, jedoch im Gegensatz dazu nicht teilerfremd sein müssen.
Zum einen wird der betroffene Bereich des reziproken Raums angegeben, z. B.:
- hkl für eine integrale Auslöschung
- hk0 für eine zonale Auslöschung in der l=0-Ebene
- 00l für eine serielle Auslöschung in der h=k=0-Geraden.

Zum anderen wird eine Bedingung gegeben (z. B. h+k=2n, d. h. die Summe von h und k muss gerade sein), die wie folgt wirkt:
- als Auslöschungsbedingung (Bedingung für das Fehlen von Reflexen), oder
- als Reflexbedingung (Bedingung für das Vorhandensein von Reflexen).

## Integrale Auslöschung
| Zentrierung                | Translationsvektor            | Betroffene Reflexe | Reflexbedingung                      |
| -------------------------- | ----------------------------- | ------------------ | ------------------------------------ |
| primitiv                   | -                             | -                  | h, k, l beliebig (keine Auslöschung) |
| A-zentriert (flächenz.)    | b/2 + c/2                     | hkl                | k+l=2n                               |
| B-zentriert (flächenz.)    | a/2 + c/2                     | hkl                | h+l=2n                               |
| C-zentriert (flächenz.)    | a/2 + b/2                     | hkl                | h+k=2n                               |
| allseitig flächenzentriert | b/2 + c/2 a/2 + b/2 a/2 + c/2 | hkl                | k+l=2n und h+l=2n und h+k=2n         |
| innen- bzw. raumzentriert  | a/2 + b/2 + c/2               | hkl                | h+k+l=2n                             |
| rhomboedrisch              | 2a/3 + b/3 + c/3              | hkl                | -h+k+l=3n                            |

Zeile mit u. g. Beispiel farbig markiert

### Beispiel
In einer innenzentrierten Zelle gibt es zu jedem Atom an beliebiger Position x,y,z ein symmetrisch äquivalentes Atom an der Stelle x+0.5, y+0.5, z+0.5. Der Beitrag jedes dieser Atompaare zum Strukturfaktor ist:
{\displaystyle f_{m}e^{2\pi i(hx+ky+lz)}+f_{m}e^{2\pi i(h(x+0.5)+k(y+0.5)+l(z+0.5))}=}
{\displaystyle f_{m}e^{2\pi i(hx+ky+lz)}(1+e^{\pi i(h+k+l)})}
mit {\displaystyle 1+e^{\pi i(h+k+l)}=1+(-1)^{h+k+l}={\begin{cases}2&{\text{wenn h+k+l gerade}}\\0&{\text{wenn h+k+l ungerade}}\end{cases}}}
Reflexe gibt es daher nur an den Stellen, an denen h+k+l gerade ist.

## Zonale Auslöschung
| Gleitspiegelebene (Hermann-Mauguin-Symbol) | Lage  | Gleitvektor | Betroffene Reflexe | Reflexbedingung                  |
| ------------------------------------------ | ----- | ----------- | ------------------ | -------------------------------- |
| a                                          | (001) | a/2         | hk0                | h = 2n                           |
| b                                          | (001) | b/2         | hk0                | k = 2n                           |
| n                                          | (001) | a/2 + b/2   | hk0                | h + k = 2n                       |
| d                                          | (001) | a/4 ± b/4   | hk0                | h + k = 4n und h = 2n und k = 2n |
| a                                          | (010) | a/2         | h0l                | h = 2n                           |
| c                                          | (010) | c/2         | h0l                | l = 2n                           |
| n                                          | (010) | a/2 + c/2   | h0l                | h + l = 2n                       |
| d                                          | (010) | a/4 ± c/4   | h0l                | h + l = 4n und h = 2n und l = 2n |
| b                                          | (100) | b/2         | 0kl                | k = 2n                           |
| c                                          | (100) | c/2         | 0kl                | l = 2n                           |
| n                                          | (100) | b/2 + c/2   | 0kl                | k + l = 2n                       |
| d                                          | (100) | b/4 ± c/4   | 0kl                | k + l = 4n und k = 2n und l = 2n |

Zeile mit u. g. Beispiel farbig markiert 

### Beispiel
Gibt es in einem Kristall eine a-Gleitspiegelebene senkrecht zu c, die durch den Ursprung geht, so gibt es zu jedem Atom m in x, y, z ein symmetrisch äquivalentes in x+0.5, y, -z (-z wg. der Spiegelung senkrecht zu c, x + 0,5 wg. des Gleitvektors 1/2 a). Der Beitrag jedes dieser Atompaare zum Strukturfaktor ist:
{\displaystyle f_{m}(e^{2\pi i(hx+ky+lz)}+e^{2\pi i(hx+ky-lz)}e^{\pi ih})}
für l = 0 folgt:
{\displaystyle f_{m}\,e^{2\pi i(hx+ky)}\,(1+e^{\pi ih})}
mit {\displaystyle 1+e^{\pi ih}=1+(-1)^{h}={\begin{cases}2&{\text{wenn h gerade}}\\0&{\text{wenn h ungerade}}\end{cases}}}
Reflexe in der Zone l=0 gibt es also nur, wenn h gerade ist.

## Serielle Auslöschung
| Schraubenachse                                                                            | Lage     | Translationsvektor | Betroffene Reflexe | Reflexbedingung |
| ----------------------------------------------------------------------------------------- | -------- | ------------------ | ------------------ | --------------- |
| {\displaystyle 2_{1}}; {\displaystyle 4_{2}}; {\displaystyle 6_{3}}                       | // [100] | 1/2 a              | h00                | h = 2n          |
| {\displaystyle 3_{1}}; {\displaystyle 6_{2}} {\displaystyle 3_{2}}; {\displaystyle 6_{4}} | // [100] | 1/3 a 2/3 a        | h00                | h = 3n          |
| {\displaystyle 4_{1}} {\displaystyle 4_{3}}                                               | // [100] | 1/4 a 3/4 a        | h00                | h = 4n          |
| {\displaystyle 6_{1}} {\displaystyle 6_{5}}                                               | // [100] | 1/6 a 5/6 a        | h00                | h = 6n          |
| {\displaystyle 2_{1}}; {\displaystyle 4_{2}}; {\displaystyle 6_{3}}                       | // [010] | 1/2 b              | 0k0                | k = 2n          |
| {\displaystyle 3_{1}}; {\displaystyle 6_{2}} {\displaystyle 3_{2}}; {\displaystyle 6_{4}} | // [010] | 1/3 b 2/3 b        | 0k0                | k = 3n          |
| {\displaystyle 4_{1}} {\displaystyle 4_{3}}                                               | // [010] | 1/4 b 3/4 b        | 0k0                | k = 4n          |
| {\displaystyle 6_{1}} {\displaystyle 6_{5}}                                               | // [010] | 1/6 b 5/6 b        | 0k0                | k = 6n          |
| {\displaystyle 2_{1}}; {\displaystyle 4_{2}}; {\displaystyle 6_{3}}                       | // [001] | 1/2 c              | 00l                | l = 2n          |
| {\displaystyle 3_{1}}; {\displaystyle 6_{2}} {\displaystyle 3_{2}}; {\displaystyle 6_{4}} | // [001] | 1/3 c 2/3 c        | 00l                | l = 3n          |
| {\displaystyle 4_{1}} {\displaystyle 4_{3}}                                               | // [001] | 1/4 c 3/4 c        | 00l                | l = 4n          |
| {\displaystyle 6_{1}} {\displaystyle 6_{5}}                                               | // [001] | 1/6 c 5/6 c        | 00l                | l = 6n          |

Zeile mit u. g. Beispiel farbig markiert

### Beispiel
Gibt es in einem Kristall eine Schraubenachse 21 parallel zu c durch den Ursprung, so existiert zu einem Atom m in x,y,z ein symmetrisch äquivalentes in -x, -y, z+0,5 (-x und -y wg. der Drehung um 360°/2 = 180° um die o. g. Achse, z + 0,5 wg. des Translationsvektors 1/2 c). Der Beitrag jedes dieser Atompaare zum Strukturfaktor ist:
{\displaystyle f_{m}(e^{2\pi i(hx+ky+lz)}+e^{2\pi i(-hx-ky+lz)}e^{\pi il})}
für h=k=0 gilt:
{\displaystyle f_{m}\,e^{2\pi ilz}\,(1+e^{\pi il})}
mit {\displaystyle 1+e^{\pi il}=1+(-1)^{l}={\begin{cases}2&{\text{wenn l gerade}}\\0&{\text{wenn l ungerade}}\end{cases}}}
In der Richtung 00l gibt es also nur dann Reflexe, wenn l gerade ist.